# Battaglia di Medina Ridge
La battaglia di Medina Ridge è stata una battaglia di carri decisiva combattuta il 27 febbraio 1991, durante la guerra del Golfo, tra la 1ª Divisione Corazzata americana e la 2ª Brigata della 2ª Divisione Corazzata "Medina " della Guardia repubblicana irachena fuori di Bassora. Medina Ridge è il nome dato dalle truppe americane ad una bassa altura, lunga circa sette miglia (11 km). La battaglia, combattuta in due ore, è stata la più grande battaglia di carri della guerra e quella più grande nella storia degli Stati Uniti. Ha preso parte ad ovest della Phase Line Kiwi, ad est della Phase Line Smash, e a nord della Phase Line Grape. Le Phase Line (linee di fase) sono riferimenti sulle mappe che si verificano ogni tanto di chilometri, usati per misurare il progresso di un'operazione militare.
La 1ª Divisione Corazzata, comandata dal maggior generale Ron Griffith, consisteva in circa 3000 veicoli, inclusi 166 carri M1A1 Abrams. Il peso maggiore del combattimento a Medina Ridge è stato condotto dalla 2ª Brigata, conosciuta anche come "Iron Brigade", comandata dal colonnello Montgomery Meigs (un discendente del generale Montgomery C. Meigs della Guerra civile americana).
Medina Ridge è stata una delle poche battaglie durante Desert Storm dove le forze americane hanno incontrato una resistenza significativa da parte degli iracheni e dove hanno avuto delle difficoltà ad avanzare. Le forze irachene erano ben dispiegate e non potevano essere viste dalle forze americane che avanzavano fino che queste ultime avessero raggiunto la parte superiore della cresta. Questa posizione defilata dava alle truppe irachene copertura al potente fuoco diretto a lungo raggio dei carri M1 Abrams e dei veicoli da combattimento per la fanteria M2 Bradley. L'unico modo per le forze americane di ingaggiare gli iracheni era quando questi si sarebbero trovati a corto raggio, con più probabilità di arrecare danni alle forze corazzate americane.
Durante la battaglia gli americani hanno sofferto soltanto di una perdita (a causa del fuoco amico), mentre distruggevano 186 carri iracheni (in maggioranza T-72A e vecchi e obsoleti Type 69 di fabbricazione cinese) e 127 veicoli blindati. Soltanto quattro Abrams sono stati colpiti da fuoco diretto e disabilitati: nessuno di questi è stato distrutto. Trentotto di questi carri iracheni sono stati colpiti da sei AH-64 Apache da 5 km di distanza di notte e con la pioggia, e da A-10 Warthog dell'USAF.
Anche se gli iracheni hanno utilizzato una tattica efficace proteggendo i loro corazzati dietro la cresta, questo non è stato più ripetuto nel resto della guerra. In un incidente un comandante iracheno aveva provato a ripetere la tattica di difesa utilizzata a Medina ma aveva erroneamente schierato le sue unità troppo lontane dalla cresta. Questo ha dato ai carri americani il sopravvento, dato che gli Abrams erano specializzati nel combattimento a lunga distanza e la loro corazza Chobham era estremamente resistente al fuoco a lungo raggio.